# Henry W. Barry
Henry William Barrie, meglio noto come Henry W. Barry (Irlanda, 15 dicembre 1878 – Boston, 21 aprile 1933), è stato un compositore di scacchi statunitense.
Nato in Irlanda, si trasferì con la famiglia negli Stati Uniti a pochi anni d'età e cambiò il cognome da Barrie a Barry.
Fu editore per 25 anni, dal 1904 al 1929, della rubrica problemistica dell'American Chess Bulletin.
Di professione era un maestro di violino.

## Problemi d'esempio
Il problema a sinistra vinse il primo premio del concorso indetto in occasione dell'Expo 1901 di Parigi.
|   | a | b | c | d | e | f | g | h |   |
| 8 | g8 alfiere del bianco · b7 pedone del nero · e7 alfiere del nero · g7 pedone del nero · b6 alfiere del bianco · c6 re del nero · e6 cavallo del bianco · h6 torre del bianco · a4 pedone del nero · b4 cavallo del nero · c4 cavallo del bianco · f4 pedone del nero · a2 alfiere del nero · c2 pedone del bianco · h2 re del bianco · d1 donna del bianco | g8 alfiere del bianco · b7 pedone del nero · e7 alfiere del nero · g7 pedone del nero · b6 alfiere del bianco · c6 re del nero · e6 cavallo del bianco · h6 torre del bianco · a4 pedone del nero · b4 cavallo del nero · c4 cavallo del bianco · f4 pedone del nero · a2 alfiere del nero · c2 pedone del bianco · h2 re del bianco · d1 donna del bianco | g8 alfiere del bianco · b7 pedone del nero · e7 alfiere del nero · g7 pedone del nero · b6 alfiere del bianco · c6 re del nero · e6 cavallo del bianco · h6 torre del bianco · a4 pedone del nero · b4 cavallo del nero · c4 cavallo del bianco · f4 pedone del nero · a2 alfiere del nero · c2 pedone del bianco · h2 re del bianco · d1 donna del bianco | g8 alfiere del bianco · b7 pedone del nero · e7 alfiere del nero · g7 pedone del nero · b6 alfiere del bianco · c6 re del nero · e6 cavallo del bianco · h6 torre del bianco · a4 pedone del nero · b4 cavallo del nero · c4 cavallo del bianco · f4 pedone del nero · a2 alfiere del nero · c2 pedone del bianco · h2 re del bianco · d1 donna del bianco | g8 alfiere del bianco · b7 pedone del nero · e7 alfiere del nero · g7 pedone del nero · b6 alfiere del bianco · c6 re del nero · e6 cavallo del bianco · h6 torre del bianco · a4 pedone del nero · b4 cavallo del nero · c4 cavallo del bianco · f4 pedone del nero · a2 alfiere del nero · c2 pedone del bianco · h2 re del bianco · d1 donna del bianco | g8 alfiere del bianco · b7 pedone del nero · e7 alfiere del nero · g7 pedone del nero · b6 alfiere del bianco · c6 re del nero · e6 cavallo del bianco · h6 torre del bianco · a4 pedone del nero · b4 cavallo del nero · c4 cavallo del bianco · f4 pedone del nero · a2 alfiere del nero · c2 pedone del bianco · h2 re del bianco · d1 donna del bianco | g8 alfiere del bianco · b7 pedone del nero · e7 alfiere del nero · g7 pedone del nero · b6 alfiere del bianco · c6 re del nero · e6 cavallo del bianco · h6 torre del bianco · a4 pedone del nero · b4 cavallo del nero · c4 cavallo del bianco · f4 pedone del nero · a2 alfiere del nero · c2 pedone del bianco · h2 re del bianco · d1 donna del bianco | g8 alfiere del bianco · b7 pedone del nero · e7 alfiere del nero · g7 pedone del nero · b6 alfiere del bianco · c6 re del nero · e6 cavallo del bianco · h6 torre del bianco · a4 pedone del nero · b4 cavallo del nero · c4 cavallo del bianco · f4 pedone del nero · a2 alfiere del nero · c2 pedone del bianco · h2 re del bianco · d1 donna del bianco | 8 |
| 7 | g8 alfiere del bianco · b7 pedone del nero · e7 alfiere del nero · g7 pedone del nero · b6 alfiere del bianco · c6 re del nero · e6 cavallo del bianco · h6 torre del bianco · a4 pedone del nero · b4 cavallo del nero · c4 cavallo del bianco · f4 pedone del nero · a2 alfiere del nero · c2 pedone del bianco · h2 re del bianco · d1 donna del bianco | g8 alfiere del bianco · b7 pedone del nero · e7 alfiere del nero · g7 pedone del nero · b6 alfiere del bianco · c6 re del nero · e6 cavallo del bianco · h6 torre del bianco · a4 pedone del nero · b4 cavallo del nero · c4 cavallo del bianco · f4 pedone del nero · a2 alfiere del nero · c2 pedone del bianco · h2 re del bianco · d1 donna del bianco | g8 alfiere del bianco · b7 pedone del nero · e7 alfiere del nero · g7 pedone del nero · b6 alfiere del bianco · c6 re del nero · e6 cavallo del bianco · h6 torre del bianco · a4 pedone del nero · b4 cavallo del nero · c4 cavallo del bianco · f4 pedone del nero · a2 alfiere del nero · c2 pedone del bianco · h2 re del bianco · d1 donna del bianco | g8 alfiere del bianco · b7 pedone del nero · e7 alfiere del nero · g7 pedone del nero · b6 alfiere del bianco · c6 re del nero · e6 cavallo del bianco · h6 torre del bianco · a4 pedone del nero · b4 cavallo del nero · c4 cavallo del bianco · f4 pedone del nero · a2 alfiere del nero · c2 pedone del bianco · h2 re del bianco · d1 donna del bianco | g8 alfiere del bianco · b7 pedone del nero · e7 alfiere del nero · g7 pedone del nero · b6 alfiere del bianco · c6 re del nero · e6 cavallo del bianco · h6 torre del bianco · a4 pedone del nero · b4 cavallo del nero · c4 cavallo del bianco · f4 pedone del nero · a2 alfiere del nero · c2 pedone del bianco · h2 re del bianco · d1 donna del bianco | g8 alfiere del bianco · b7 pedone del nero · e7 alfiere del nero · g7 pedone del nero · b6 alfiere del bianco · c6 re del nero · e6 cavallo del bianco · h6 torre del bianco · a4 pedone del nero · b4 cavallo del nero · c4 cavallo del bianco · f4 pedone del nero · a2 alfiere del nero · c2 pedone del bianco · h2 re del bianco · d1 donna del bianco | g8 alfiere del bianco · b7 pedone del nero · e7 alfiere del nero · g7 pedone del nero · b6 alfiere del bianco · c6 re del nero · e6 cavallo del bianco · h6 torre del bianco · a4 pedone del nero · b4 cavallo del nero · c4 cavallo del bianco · f4 pedone del nero · a2 alfiere del nero · c2 pedone del bianco · h2 re del bianco · d1 donna del bianco | g8 alfiere del bianco · b7 pedone del nero · e7 alfiere del nero · g7 pedone del nero · b6 alfiere del bianco · c6 re del nero · e6 cavallo del bianco · h6 torre del bianco · a4 pedone del nero · b4 cavallo del nero · c4 cavallo del bianco · f4 pedone del nero · a2 alfiere del nero · c2 pedone del bianco · h2 re del bianco · d1 donna del bianco | 7 |
| 6 | g8 alfiere del bianco · b7 pedone del nero · e7 alfiere del nero · g7 pedone del nero · b6 alfiere del bianco · c6 re del nero · e6 cavallo del bianco · h6 torre del bianco · a4 pedone del nero · b4 cavallo del nero · c4 cavallo del bianco · f4 pedone del nero · a2 alfiere del nero · c2 pedone del bianco · h2 re del bianco · d1 donna del bianco | g8 alfiere del bianco · b7 pedone del nero · e7 alfiere del nero · g7 pedone del nero · b6 alfiere del bianco · c6 re del nero · e6 cavallo del bianco · h6 torre del bianco · a4 pedone del nero · b4 cavallo del nero · c4 cavallo del bianco · f4 pedone del nero · a2 alfiere del nero · c2 pedone del bianco · h2 re del bianco · d1 donna del bianco | g8 alfiere del bianco · b7 pedone del nero · e7 alfiere del nero · g7 pedone del nero · b6 alfiere del bianco · c6 re del nero · e6 cavallo del bianco · h6 torre del bianco · a4 pedone del nero · b4 cavallo del nero · c4 cavallo del bianco · f4 pedone del nero · a2 alfiere del nero · c2 pedone del bianco · h2 re del bianco · d1 donna del bianco | g8 alfiere del bianco · b7 pedone del nero · e7 alfiere del nero · g7 pedone del nero · b6 alfiere del bianco · c6 re del nero · e6 cavallo del bianco · h6 torre del bianco · a4 pedone del nero · b4 cavallo del nero · c4 cavallo del bianco · f4 pedone del nero · a2 alfiere del nero · c2 pedone del bianco · h2 re del bianco · d1 donna del bianco | g8 alfiere del bianco · b7 pedone del nero · e7 alfiere del nero · g7 pedone del nero · b6 alfiere del bianco · c6 re del nero · e6 cavallo del bianco · h6 torre del bianco · a4 pedone del nero · b4 cavallo del nero · c4 cavallo del bianco · f4 pedone del nero · a2 alfiere del nero · c2 pedone del bianco · h2 re del bianco · d1 donna del bianco | g8 alfiere del bianco · b7 pedone del nero · e7 alfiere del nero · g7 pedone del nero · b6 alfiere del bianco · c6 re del nero · e6 cavallo del bianco · h6 torre del bianco · a4 pedone del nero · b4 cavallo del nero · c4 cavallo del bianco · f4 pedone del nero · a2 alfiere del nero · c2 pedone del bianco · h2 re del bianco · d1 donna del bianco | g8 alfiere del bianco · b7 pedone del nero · e7 alfiere del nero · g7 pedone del nero · b6 alfiere del bianco · c6 re del nero · e6 cavallo del bianco · h6 torre del bianco · a4 pedone del nero · b4 cavallo del nero · c4 cavallo del bianco · f4 pedone del nero · a2 alfiere del nero · c2 pedone del bianco · h2 re del bianco · d1 donna del bianco | g8 alfiere del bianco · b7 pedone del nero · e7 alfiere del nero · g7 pedone del nero · b6 alfiere del bianco · c6 re del nero · e6 cavallo del bianco · h6 torre del bianco · a4 pedone del nero · b4 cavallo del nero · c4 cavallo del bianco · f4 pedone del nero · a2 alfiere del nero · c2 pedone del bianco · h2 re del bianco · d1 donna del bianco | 6 |
| 5 | g8 alfiere del bianco · b7 pedone del nero · e7 alfiere del nero · g7 pedone del nero · b6 alfiere del bianco · c6 re del nero · e6 cavallo del bianco · h6 torre del bianco · a4 pedone del nero · b4 cavallo del nero · c4 cavallo del bianco · f4 pedone del nero · a2 alfiere del nero · c2 pedone del bianco · h2 re del bianco · d1 donna del bianco | g8 alfiere del bianco · b7 pedone del nero · e7 alfiere del nero · g7 pedone del nero · b6 alfiere del bianco · c6 re del nero · e6 cavallo del bianco · h6 torre del bianco · a4 pedone del nero · b4 cavallo del nero · c4 cavallo del bianco · f4 pedone del nero · a2 alfiere del nero · c2 pedone del bianco · h2 re del bianco · d1 donna del bianco | g8 alfiere del bianco · b7 pedone del nero · e7 alfiere del nero · g7 pedone del nero · b6 alfiere del bianco · c6 re del nero · e6 cavallo del bianco · h6 torre del bianco · a4 pedone del nero · b4 cavallo del nero · c4 cavallo del bianco · f4 pedone del nero · a2 alfiere del nero · c2 pedone del bianco · h2 re del bianco · d1 donna del bianco | g8 alfiere del bianco · b7 pedone del nero · e7 alfiere del nero · g7 pedone del nero · b6 alfiere del bianco · c6 re del nero · e6 cavallo del bianco · h6 torre del bianco · a4 pedone del nero · b4 cavallo del nero · c4 cavallo del bianco · f4 pedone del nero · a2 alfiere del nero · c2 pedone del bianco · h2 re del bianco · d1 donna del bianco | g8 alfiere del bianco · b7 pedone del nero · e7 alfiere del nero · g7 pedone del nero · b6 alfiere del bianco · c6 re del nero · e6 cavallo del bianco · h6 torre del bianco · a4 pedone del nero · b4 cavallo del nero · c4 cavallo del bianco · f4 pedone del nero · a2 alfiere del nero · c2 pedone del bianco · h2 re del bianco · d1 donna del bianco | g8 alfiere del bianco · b7 pedone del nero · e7 alfiere del nero · g7 pedone del nero · b6 alfiere del bianco · c6 re del nero · e6 cavallo del bianco · h6 torre del bianco · a4 pedone del nero · b4 cavallo del nero · c4 cavallo del bianco · f4 pedone del nero · a2 alfiere del nero · c2 pedone del bianco · h2 re del bianco · d1 donna del bianco | g8 alfiere del bianco · b7 pedone del nero · e7 alfiere del nero · g7 pedone del nero · b6 alfiere del bianco · c6 re del nero · e6 cavallo del bianco · h6 torre del bianco · a4 pedone del nero · b4 cavallo del nero · c4 cavallo del bianco · f4 pedone del nero · a2 alfiere del nero · c2 pedone del bianco · h2 re del bianco · d1 donna del bianco | g8 alfiere del bianco · b7 pedone del nero · e7 alfiere del nero · g7 pedone del nero · b6 alfiere del bianco · c6 re del nero · e6 cavallo del bianco · h6 torre del bianco · a4 pedone del nero · b4 cavallo del nero · c4 cavallo del bianco · f4 pedone del nero · a2 alfiere del nero · c2 pedone del bianco · h2 re del bianco · d1 donna del bianco | 5 |
| 4 | g8 alfiere del bianco · b7 pedone del nero · e7 alfiere del nero · g7 pedone del nero · b6 alfiere del bianco · c6 re del nero · e6 cavallo del bianco · h6 torre del bianco · a4 pedone del nero · b4 cavallo del nero · c4 cavallo del bianco · f4 pedone del nero · a2 alfiere del nero · c2 pedone del bianco · h2 re del bianco · d1 donna del bianco | g8 alfiere del bianco · b7 pedone del nero · e7 alfiere del nero · g7 pedone del nero · b6 alfiere del bianco · c6 re del nero · e6 cavallo del bianco · h6 torre del bianco · a4 pedone del nero · b4 cavallo del nero · c4 cavallo del bianco · f4 pedone del nero · a2 alfiere del nero · c2 pedone del bianco · h2 re del bianco · d1 donna del bianco | g8 alfiere del bianco · b7 pedone del nero · e7 alfiere del nero · g7 pedone del nero · b6 alfiere del bianco · c6 re del nero · e6 cavallo del bianco · h6 torre del bianco · a4 pedone del nero · b4 cavallo del nero · c4 cavallo del bianco · f4 pedone del nero · a2 alfiere del nero · c2 pedone del bianco · h2 re del bianco · d1 donna del bianco | g8 alfiere del bianco · b7 pedone del nero · e7 alfiere del nero · g7 pedone del nero · b6 alfiere del bianco · c6 re del nero · e6 cavallo del bianco · h6 torre del bianco · a4 pedone del nero · b4 cavallo del nero · c4 cavallo del bianco · f4 pedone del nero · a2 alfiere del nero · c2 pedone del bianco · h2 re del bianco · d1 donna del bianco | g8 alfiere del bianco · b7 pedone del nero · e7 alfiere del nero · g7 pedone del nero · b6 alfiere del bianco · c6 re del nero · e6 cavallo del bianco · h6 torre del bianco · a4 pedone del nero · b4 cavallo del nero · c4 cavallo del bianco · f4 pedone del nero · a2 alfiere del nero · c2 pedone del bianco · h2 re del bianco · d1 donna del bianco | g8 alfiere del bianco · b7 pedone del nero · e7 alfiere del nero · g7 pedone del nero · b6 alfiere del bianco · c6 re del nero · e6 cavallo del bianco · h6 torre del bianco · a4 pedone del nero · b4 cavallo del nero · c4 cavallo del bianco · f4 pedone del nero · a2 alfiere del nero · c2 pedone del bianco · h2 re del bianco · d1 donna del bianco | g8 alfiere del bianco · b7 pedone del nero · e7 alfiere del nero · g7 pedone del nero · b6 alfiere del bianco · c6 re del nero · e6 cavallo del bianco · h6 torre del bianco · a4 pedone del nero · b4 cavallo del nero · c4 cavallo del bianco · f4 pedone del nero · a2 alfiere del nero · c2 pedone del bianco · h2 re del bianco · d1 donna del bianco | g8 alfiere del bianco · b7 pedone del nero · e7 alfiere del nero · g7 pedone del nero · b6 alfiere del bianco · c6 re del nero · e6 cavallo del bianco · h6 torre del bianco · a4 pedone del nero · b4 cavallo del nero · c4 cavallo del bianco · f4 pedone del nero · a2 alfiere del nero · c2 pedone del bianco · h2 re del bianco · d1 donna del bianco | 4 |
| 3 | g8 alfiere del bianco · b7 pedone del nero · e7 alfiere del nero · g7 pedone del nero · b6 alfiere del bianco · c6 re del nero · e6 cavallo del bianco · h6 torre del bianco · a4 pedone del nero · b4 cavallo del nero · c4 cavallo del bianco · f4 pedone del nero · a2 alfiere del nero · c2 pedone del bianco · h2 re del bianco · d1 donna del bianco | g8 alfiere del bianco · b7 pedone del nero · e7 alfiere del nero · g7 pedone del nero · b6 alfiere del bianco · c6 re del nero · e6 cavallo del bianco · h6 torre del bianco · a4 pedone del nero · b4 cavallo del nero · c4 cavallo del bianco · f4 pedone del nero · a2 alfiere del nero · c2 pedone del bianco · h2 re del bianco · d1 donna del bianco | g8 alfiere del bianco · b7 pedone del nero · e7 alfiere del nero · g7 pedone del nero · b6 alfiere del bianco · c6 re del nero · e6 cavallo del bianco · h6 torre del bianco · a4 pedone del nero · b4 cavallo del nero · c4 cavallo del bianco · f4 pedone del nero · a2 alfiere del nero · c2 pedone del bianco · h2 re del bianco · d1 donna del bianco | g8 alfiere del bianco · b7 pedone del nero · e7 alfiere del nero · g7 pedone del nero · b6 alfiere del bianco · c6 re del nero · e6 cavallo del bianco · h6 torre del bianco · a4 pedone del nero · b4 cavallo del nero · c4 cavallo del bianco · f4 pedone del nero · a2 alfiere del nero · c2 pedone del bianco · h2 re del bianco · d1 donna del bianco | g8 alfiere del bianco · b7 pedone del nero · e7 alfiere del nero · g7 pedone del nero · b6 alfiere del bianco · c6 re del nero · e6 cavallo del bianco · h6 torre del bianco · a4 pedone del nero · b4 cavallo del nero · c4 cavallo del bianco · f4 pedone del nero · a2 alfiere del nero · c2 pedone del bianco · h2 re del bianco · d1 donna del bianco | g8 alfiere del bianco · b7 pedone del nero · e7 alfiere del nero · g7 pedone del nero · b6 alfiere del bianco · c6 re del nero · e6 cavallo del bianco · h6 torre del bianco · a4 pedone del nero · b4 cavallo del nero · c4 cavallo del bianco · f4 pedone del nero · a2 alfiere del nero · c2 pedone del bianco · h2 re del bianco · d1 donna del bianco | g8 alfiere del bianco · b7 pedone del nero · e7 alfiere del nero · g7 pedone del nero · b6 alfiere del bianco · c6 re del nero · e6 cavallo del bianco · h6 torre del bianco · a4 pedone del nero · b4 cavallo del nero · c4 cavallo del bianco · f4 pedone del nero · a2 alfiere del nero · c2 pedone del bianco · h2 re del bianco · d1 donna del bianco | g8 alfiere del bianco · b7 pedone del nero · e7 alfiere del nero · g7 pedone del nero · b6 alfiere del bianco · c6 re del nero · e6 cavallo del bianco · h6 torre del bianco · a4 pedone del nero · b4 cavallo del nero · c4 cavallo del bianco · f4 pedone del nero · a2 alfiere del nero · c2 pedone del bianco · h2 re del bianco · d1 donna del bianco | 3 |
| 2 | g8 alfiere del bianco · b7 pedone del nero · e7 alfiere del nero · g7 pedone del nero · b6 alfiere del bianco · c6 re del nero · e6 cavallo del bianco · h6 torre del bianco · a4 pedone del nero · b4 cavallo del nero · c4 cavallo del bianco · f4 pedone del nero · a2 alfiere del nero · c2 pedone del bianco · h2 re del bianco · d1 donna del bianco | g8 alfiere del bianco · b7 pedone del nero · e7 alfiere del nero · g7 pedone del nero · b6 alfiere del bianco · c6 re del nero · e6 cavallo del bianco · h6 torre del bianco · a4 pedone del nero · b4 cavallo del nero · c4 cavallo del bianco · f4 pedone del nero · a2 alfiere del nero · c2 pedone del bianco · h2 re del bianco · d1 donna del bianco | g8 alfiere del bianco · b7 pedone del nero · e7 alfiere del nero · g7 pedone del nero · b6 alfiere del bianco · c6 re del nero · e6 cavallo del bianco · h6 torre del bianco · a4 pedone del nero · b4 cavallo del nero · c4 cavallo del bianco · f4 pedone del nero · a2 alfiere del nero · c2 pedone del bianco · h2 re del bianco · d1 donna del bianco | g8 alfiere del bianco · b7 pedone del nero · e7 alfiere del nero · g7 pedone del nero · b6 alfiere del bianco · c6 re del nero · e6 cavallo del bianco · h6 torre del bianco · a4 pedone del nero · b4 cavallo del nero · c4 cavallo del bianco · f4 pedone del nero · a2 alfiere del nero · c2 pedone del bianco · h2 re del bianco · d1 donna del bianco | g8 alfiere del bianco · b7 pedone del nero · e7 alfiere del nero · g7 pedone del nero · b6 alfiere del bianco · c6 re del nero · e6 cavallo del bianco · h6 torre del bianco · a4 pedone del nero · b4 cavallo del nero · c4 cavallo del bianco · f4 pedone del nero · a2 alfiere del nero · c2 pedone del bianco · h2 re del bianco · d1 donna del bianco | g8 alfiere del bianco · b7 pedone del nero · e7 alfiere del nero · g7 pedone del nero · b6 alfiere del bianco · c6 re del nero · e6 cavallo del bianco · h6 torre del bianco · a4 pedone del nero · b4 cavallo del nero · c4 cavallo del bianco · f4 pedone del nero · a2 alfiere del nero · c2 pedone del bianco · h2 re del bianco · d1 donna del bianco | g8 alfiere del bianco · b7 pedone del nero · e7 alfiere del nero · g7 pedone del nero · b6 alfiere del bianco · c6 re del nero · e6 cavallo del bianco · h6 torre del bianco · a4 pedone del nero · b4 cavallo del nero · c4 cavallo del bianco · f4 pedone del nero · a2 alfiere del nero · c2 pedone del bianco · h2 re del bianco · d1 donna del bianco | g8 alfiere del bianco · b7 pedone del nero · e7 alfiere del nero · g7 pedone del nero · b6 alfiere del bianco · c6 re del nero · e6 cavallo del bianco · h6 torre del bianco · a4 pedone del nero · b4 cavallo del nero · c4 cavallo del bianco · f4 pedone del nero · a2 alfiere del nero · c2 pedone del bianco · h2 re del bianco · d1 donna del bianco | 2 |
| 1 | g8 alfiere del bianco · b7 pedone del nero · e7 alfiere del nero · g7 pedone del nero · b6 alfiere del bianco · c6 re del nero · e6 cavallo del bianco · h6 torre del bianco · a4 pedone del nero · b4 cavallo del nero · c4 cavallo del bianco · f4 pedone del nero · a2 alfiere del nero · c2 pedone del bianco · h2 re del bianco · d1 donna del bianco | g8 alfiere del bianco · b7 pedone del nero · e7 alfiere del nero · g7 pedone del nero · b6 alfiere del bianco · c6 re del nero · e6 cavallo del bianco · h6 torre del bianco · a4 pedone del nero · b4 cavallo del nero · c4 cavallo del bianco · f4 pedone del nero · a2 alfiere del nero · c2 pedone del bianco · h2 re del bianco · d1 donna del bianco | g8 alfiere del bianco · b7 pedone del nero · e7 alfiere del nero · g7 pedone del nero · b6 alfiere del bianco · c6 re del nero · e6 cavallo del bianco · h6 torre del bianco · a4 pedone del nero · b4 cavallo del nero · c4 cavallo del bianco · f4 pedone del nero · a2 alfiere del nero · c2 pedone del bianco · h2 re del bianco · d1 donna del bianco | g8 alfiere del bianco · b7 pedone del nero · e7 alfiere del nero · g7 pedone del nero · b6 alfiere del bianco · c6 re del nero · e6 cavallo del bianco · h6 torre del bianco · a4 pedone del nero · b4 cavallo del nero · c4 cavallo del bianco · f4 pedone del nero · a2 alfiere del nero · c2 pedone del bianco · h2 re del bianco · d1 donna del bianco | g8 alfiere del bianco · b7 pedone del nero · e7 alfiere del nero · g7 pedone del nero · b6 alfiere del bianco · c6 re del nero · e6 cavallo del bianco · h6 torre del bianco · a4 pedone del nero · b4 cavallo del nero · c4 cavallo del bianco · f4 pedone del nero · a2 alfiere del nero · c2 pedone del bianco · h2 re del bianco · d1 donna del bianco | g8 alfiere del bianco · b7 pedone del nero · e7 alfiere del nero · g7 pedone del nero · b6 alfiere del bianco · c6 re del nero · e6 cavallo del bianco · h6 torre del bianco · a4 pedone del nero · b4 cavallo del nero · c4 cavallo del bianco · f4 pedone del nero · a2 alfiere del nero · c2 pedone del bianco · h2 re del bianco · d1 donna del bianco | g8 alfiere del bianco · b7 pedone del nero · e7 alfiere del nero · g7 pedone del nero · b6 alfiere del bianco · c6 re del nero · e6 cavallo del bianco · h6 torre del bianco · a4 pedone del nero · b4 cavallo del nero · c4 cavallo del bianco · f4 pedone del nero · a2 alfiere del nero · c2 pedone del bianco · h2 re del bianco · d1 donna del bianco | g8 alfiere del bianco · b7 pedone del nero · e7 alfiere del nero · g7 pedone del nero · b6 alfiere del bianco · c6 re del nero · e6 cavallo del bianco · h6 torre del bianco · a4 pedone del nero · b4 cavallo del nero · c4 cavallo del bianco · f4 pedone del nero · a2 alfiere del nero · c2 pedone del bianco · h2 re del bianco · d1 donna del bianco | 1 |
|   | a | b | c | d | e | f | g | h |   |

Soluzione:
1. Dg4 !  (2. Cd4#)
1. ...Rd5  2. Cg5# 

1. ...Rd7  2. Cxg7# 

|   | a | b | c | d | e | f | g | h |   |
| 8 | f8 torre del bianco · b6 pedone del nero · b5 donna del bianco · c5 pedone del nero · e5 pedone del nero · h5 alfiere del bianco · b4 donna del nero · c4 pedone del nero · h4 re del bianco · c3 alfiere del bianco · c2 torre del bianco · d2 pedone del nero · g2 pedone del bianco · h2 cavallo del bianco · b1 torre del nero · e1 re del nero · g1 torre del nero | f8 torre del bianco · b6 pedone del nero · b5 donna del bianco · c5 pedone del nero · e5 pedone del nero · h5 alfiere del bianco · b4 donna del nero · c4 pedone del nero · h4 re del bianco · c3 alfiere del bianco · c2 torre del bianco · d2 pedone del nero · g2 pedone del bianco · h2 cavallo del bianco · b1 torre del nero · e1 re del nero · g1 torre del nero | f8 torre del bianco · b6 pedone del nero · b5 donna del bianco · c5 pedone del nero · e5 pedone del nero · h5 alfiere del bianco · b4 donna del nero · c4 pedone del nero · h4 re del bianco · c3 alfiere del bianco · c2 torre del bianco · d2 pedone del nero · g2 pedone del bianco · h2 cavallo del bianco · b1 torre del nero · e1 re del nero · g1 torre del nero | f8 torre del bianco · b6 pedone del nero · b5 donna del bianco · c5 pedone del nero · e5 pedone del nero · h5 alfiere del bianco · b4 donna del nero · c4 pedone del nero · h4 re del bianco · c3 alfiere del bianco · c2 torre del bianco · d2 pedone del nero · g2 pedone del bianco · h2 cavallo del bianco · b1 torre del nero · e1 re del nero · g1 torre del nero | f8 torre del bianco · b6 pedone del nero · b5 donna del bianco · c5 pedone del nero · e5 pedone del nero · h5 alfiere del bianco · b4 donna del nero · c4 pedone del nero · h4 re del bianco · c3 alfiere del bianco · c2 torre del bianco · d2 pedone del nero · g2 pedone del bianco · h2 cavallo del bianco · b1 torre del nero · e1 re del nero · g1 torre del nero | f8 torre del bianco · b6 pedone del nero · b5 donna del bianco · c5 pedone del nero · e5 pedone del nero · h5 alfiere del bianco · b4 donna del nero · c4 pedone del nero · h4 re del bianco · c3 alfiere del bianco · c2 torre del bianco · d2 pedone del nero · g2 pedone del bianco · h2 cavallo del bianco · b1 torre del nero · e1 re del nero · g1 torre del nero | f8 torre del bianco · b6 pedone del nero · b5 donna del bianco · c5 pedone del nero · e5 pedone del nero · h5 alfiere del bianco · b4 donna del nero · c4 pedone del nero · h4 re del bianco · c3 alfiere del bianco · c2 torre del bianco · d2 pedone del nero · g2 pedone del bianco · h2 cavallo del bianco · b1 torre del nero · e1 re del nero · g1 torre del nero | f8 torre del bianco · b6 pedone del nero · b5 donna del bianco · c5 pedone del nero · e5 pedone del nero · h5 alfiere del bianco · b4 donna del nero · c4 pedone del nero · h4 re del bianco · c3 alfiere del bianco · c2 torre del bianco · d2 pedone del nero · g2 pedone del bianco · h2 cavallo del bianco · b1 torre del nero · e1 re del nero · g1 torre del nero | 8 |
| 7 | f8 torre del bianco · b6 pedone del nero · b5 donna del bianco · c5 pedone del nero · e5 pedone del nero · h5 alfiere del bianco · b4 donna del nero · c4 pedone del nero · h4 re del bianco · c3 alfiere del bianco · c2 torre del bianco · d2 pedone del nero · g2 pedone del bianco · h2 cavallo del bianco · b1 torre del nero · e1 re del nero · g1 torre del nero | f8 torre del bianco · b6 pedone del nero · b5 donna del bianco · c5 pedone del nero · e5 pedone del nero · h5 alfiere del bianco · b4 donna del nero · c4 pedone del nero · h4 re del bianco · c3 alfiere del bianco · c2 torre del bianco · d2 pedone del nero · g2 pedone del bianco · h2 cavallo del bianco · b1 torre del nero · e1 re del nero · g1 torre del nero | f8 torre del bianco · b6 pedone del nero · b5 donna del bianco · c5 pedone del nero · e5 pedone del nero · h5 alfiere del bianco · b4 donna del nero · c4 pedone del nero · h4 re del bianco · c3 alfiere del bianco · c2 torre del bianco · d2 pedone del nero · g2 pedone del bianco · h2 cavallo del bianco · b1 torre del nero · e1 re del nero · g1 torre del nero | f8 torre del bianco · b6 pedone del nero · b5 donna del bianco · c5 pedone del nero · e5 pedone del nero · h5 alfiere del bianco · b4 donna del nero · c4 pedone del nero · h4 re del bianco · c3 alfiere del bianco · c2 torre del bianco · d2 pedone del nero · g2 pedone del bianco · h2 cavallo del bianco · b1 torre del nero · e1 re del nero · g1 torre del nero | f8 torre del bianco · b6 pedone del nero · b5 donna del bianco · c5 pedone del nero · e5 pedone del nero · h5 alfiere del bianco · b4 donna del nero · c4 pedone del nero · h4 re del bianco · c3 alfiere del bianco · c2 torre del bianco · d2 pedone del nero · g2 pedone del bianco · h2 cavallo del bianco · b1 torre del nero · e1 re del nero · g1 torre del nero | f8 torre del bianco · b6 pedone del nero · b5 donna del bianco · c5 pedone del nero · e5 pedone del nero · h5 alfiere del bianco · b4 donna del nero · c4 pedone del nero · h4 re del bianco · c3 alfiere del bianco · c2 torre del bianco · d2 pedone del nero · g2 pedone del bianco · h2 cavallo del bianco · b1 torre del nero · e1 re del nero · g1 torre del nero | f8 torre del bianco · b6 pedone del nero · b5 donna del bianco · c5 pedone del nero · e5 pedone del nero · h5 alfiere del bianco · b4 donna del nero · c4 pedone del nero · h4 re del bianco · c3 alfiere del bianco · c2 torre del bianco · d2 pedone del nero · g2 pedone del bianco · h2 cavallo del bianco · b1 torre del nero · e1 re del nero · g1 torre del nero | f8 torre del bianco · b6 pedone del nero · b5 donna del bianco · c5 pedone del nero · e5 pedone del nero · h5 alfiere del bianco · b4 donna del nero · c4 pedone del nero · h4 re del bianco · c3 alfiere del bianco · c2 torre del bianco · d2 pedone del nero · g2 pedone del bianco · h2 cavallo del bianco · b1 torre del nero · e1 re del nero · g1 torre del nero | 7 |
| 6 | f8 torre del bianco · b6 pedone del nero · b5 donna del bianco · c5 pedone del nero · e5 pedone del nero · h5 alfiere del bianco · b4 donna del nero · c4 pedone del nero · h4 re del bianco · c3 alfiere del bianco · c2 torre del bianco · d2 pedone del nero · g2 pedone del bianco · h2 cavallo del bianco · b1 torre del nero · e1 re del nero · g1 torre del nero | f8 torre del bianco · b6 pedone del nero · b5 donna del bianco · c5 pedone del nero · e5 pedone del nero · h5 alfiere del bianco · b4 donna del nero · c4 pedone del nero · h4 re del bianco · c3 alfiere del bianco · c2 torre del bianco · d2 pedone del nero · g2 pedone del bianco · h2 cavallo del bianco · b1 torre del nero · e1 re del nero · g1 torre del nero | f8 torre del bianco · b6 pedone del nero · b5 donna del bianco · c5 pedone del nero · e5 pedone del nero · h5 alfiere del bianco · b4 donna del nero · c4 pedone del nero · h4 re del bianco · c3 alfiere del bianco · c2 torre del bianco · d2 pedone del nero · g2 pedone del bianco · h2 cavallo del bianco · b1 torre del nero · e1 re del nero · g1 torre del nero | f8 torre del bianco · b6 pedone del nero · b5 donna del bianco · c5 pedone del nero · e5 pedone del nero · h5 alfiere del bianco · b4 donna del nero · c4 pedone del nero · h4 re del bianco · c3 alfiere del bianco · c2 torre del bianco · d2 pedone del nero · g2 pedone del bianco · h2 cavallo del bianco · b1 torre del nero · e1 re del nero · g1 torre del nero | f8 torre del bianco · b6 pedone del nero · b5 donna del bianco · c5 pedone del nero · e5 pedone del nero · h5 alfiere del bianco · b4 donna del nero · c4 pedone del nero · h4 re del bianco · c3 alfiere del bianco · c2 torre del bianco · d2 pedone del nero · g2 pedone del bianco · h2 cavallo del bianco · b1 torre del nero · e1 re del nero · g1 torre del nero | f8 torre del bianco · b6 pedone del nero · b5 donna del bianco · c5 pedone del nero · e5 pedone del nero · h5 alfiere del bianco · b4 donna del nero · c4 pedone del nero · h4 re del bianco · c3 alfiere del bianco · c2 torre del bianco · d2 pedone del nero · g2 pedone del bianco · h2 cavallo del bianco · b1 torre del nero · e1 re del nero · g1 torre del nero | f8 torre del bianco · b6 pedone del nero · b5 donna del bianco · c5 pedone del nero · e5 pedone del nero · h5 alfiere del bianco · b4 donna del nero · c4 pedone del nero · h4 re del bianco · c3 alfiere del bianco · c2 torre del bianco · d2 pedone del nero · g2 pedone del bianco · h2 cavallo del bianco · b1 torre del nero · e1 re del nero · g1 torre del nero | f8 torre del bianco · b6 pedone del nero · b5 donna del bianco · c5 pedone del nero · e5 pedone del nero · h5 alfiere del bianco · b4 donna del nero · c4 pedone del nero · h4 re del bianco · c3 alfiere del bianco · c2 torre del bianco · d2 pedone del nero · g2 pedone del bianco · h2 cavallo del bianco · b1 torre del nero · e1 re del nero · g1 torre del nero | 6 |
| 5 | f8 torre del bianco · b6 pedone del nero · b5 donna del bianco · c5 pedone del nero · e5 pedone del nero · h5 alfiere del bianco · b4 donna del nero · c4 pedone del nero · h4 re del bianco · c3 alfiere del bianco · c2 torre del bianco · d2 pedone del nero · g2 pedone del bianco · h2 cavallo del bianco · b1 torre del nero · e1 re del nero · g1 torre del nero | f8 torre del bianco · b6 pedone del nero · b5 donna del bianco · c5 pedone del nero · e5 pedone del nero · h5 alfiere del bianco · b4 donna del nero · c4 pedone del nero · h4 re del bianco · c3 alfiere del bianco · c2 torre del bianco · d2 pedone del nero · g2 pedone del bianco · h2 cavallo del bianco · b1 torre del nero · e1 re del nero · g1 torre del nero | f8 torre del bianco · b6 pedone del nero · b5 donna del bianco · c5 pedone del nero · e5 pedone del nero · h5 alfiere del bianco · b4 donna del nero · c4 pedone del nero · h4 re del bianco · c3 alfiere del bianco · c2 torre del bianco · d2 pedone del nero · g2 pedone del bianco · h2 cavallo del bianco · b1 torre del nero · e1 re del nero · g1 torre del nero | f8 torre del bianco · b6 pedone del nero · b5 donna del bianco · c5 pedone del nero · e5 pedone del nero · h5 alfiere del bianco · b4 donna del nero · c4 pedone del nero · h4 re del bianco · c3 alfiere del bianco · c2 torre del bianco · d2 pedone del nero · g2 pedone del bianco · h2 cavallo del bianco · b1 torre del nero · e1 re del nero · g1 torre del nero | f8 torre del bianco · b6 pedone del nero · b5 donna del bianco · c5 pedone del nero · e5 pedone del nero · h5 alfiere del bianco · b4 donna del nero · c4 pedone del nero · h4 re del bianco · c3 alfiere del bianco · c2 torre del bianco · d2 pedone del nero · g2 pedone del bianco · h2 cavallo del bianco · b1 torre del nero · e1 re del nero · g1 torre del nero | f8 torre del bianco · b6 pedone del nero · b5 donna del bianco · c5 pedone del nero · e5 pedone del nero · h5 alfiere del bianco · b4 donna del nero · c4 pedone del nero · h4 re del bianco · c3 alfiere del bianco · c2 torre del bianco · d2 pedone del nero · g2 pedone del bianco · h2 cavallo del bianco · b1 torre del nero · e1 re del nero · g1 torre del nero | f8 torre del bianco · b6 pedone del nero · b5 donna del bianco · c5 pedone del nero · e5 pedone del nero · h5 alfiere del bianco · b4 donna del nero · c4 pedone del nero · h4 re del bianco · c3 alfiere del bianco · c2 torre del bianco · d2 pedone del nero · g2 pedone del bianco · h2 cavallo del bianco · b1 torre del nero · e1 re del nero · g1 torre del nero | f8 torre del bianco · b6 pedone del nero · b5 donna del bianco · c5 pedone del nero · e5 pedone del nero · h5 alfiere del bianco · b4 donna del nero · c4 pedone del nero · h4 re del bianco · c3 alfiere del bianco · c2 torre del bianco · d2 pedone del nero · g2 pedone del bianco · h2 cavallo del bianco · b1 torre del nero · e1 re del nero · g1 torre del nero | 5 |
| 4 | f8 torre del bianco · b6 pedone del nero · b5 donna del bianco · c5 pedone del nero · e5 pedone del nero · h5 alfiere del bianco · b4 donna del nero · c4 pedone del nero · h4 re del bianco · c3 alfiere del bianco · c2 torre del bianco · d2 pedone del nero · g2 pedone del bianco · h2 cavallo del bianco · b1 torre del nero · e1 re del nero · g1 torre del nero | f8 torre del bianco · b6 pedone del nero · b5 donna del bianco · c5 pedone del nero · e5 pedone del nero · h5 alfiere del bianco · b4 donna del nero · c4 pedone del nero · h4 re del bianco · c3 alfiere del bianco · c2 torre del bianco · d2 pedone del nero · g2 pedone del bianco · h2 cavallo del bianco · b1 torre del nero · e1 re del nero · g1 torre del nero | f8 torre del bianco · b6 pedone del nero · b5 donna del bianco · c5 pedone del nero · e5 pedone del nero · h5 alfiere del bianco · b4 donna del nero · c4 pedone del nero · h4 re del bianco · c3 alfiere del bianco · c2 torre del bianco · d2 pedone del nero · g2 pedone del bianco · h2 cavallo del bianco · b1 torre del nero · e1 re del nero · g1 torre del nero | f8 torre del bianco · b6 pedone del nero · b5 donna del bianco · c5 pedone del nero · e5 pedone del nero · h5 alfiere del bianco · b4 donna del nero · c4 pedone del nero · h4 re del bianco · c3 alfiere del bianco · c2 torre del bianco · d2 pedone del nero · g2 pedone del bianco · h2 cavallo del bianco · b1 torre del nero · e1 re del nero · g1 torre del nero | f8 torre del bianco · b6 pedone del nero · b5 donna del bianco · c5 pedone del nero · e5 pedone del nero · h5 alfiere del bianco · b4 donna del nero · c4 pedone del nero · h4 re del bianco · c3 alfiere del bianco · c2 torre del bianco · d2 pedone del nero · g2 pedone del bianco · h2 cavallo del bianco · b1 torre del nero · e1 re del nero · g1 torre del nero | f8 torre del bianco · b6 pedone del nero · b5 donna del bianco · c5 pedone del nero · e5 pedone del nero · h5 alfiere del bianco · b4 donna del nero · c4 pedone del nero · h4 re del bianco · c3 alfiere del bianco · c2 torre del bianco · d2 pedone del nero · g2 pedone del bianco · h2 cavallo del bianco · b1 torre del nero · e1 re del nero · g1 torre del nero | f8 torre del bianco · b6 pedone del nero · b5 donna del bianco · c5 pedone del nero · e5 pedone del nero · h5 alfiere del bianco · b4 donna del nero · c4 pedone del nero · h4 re del bianco · c3 alfiere del bianco · c2 torre del bianco · d2 pedone del nero · g2 pedone del bianco · h2 cavallo del bianco · b1 torre del nero · e1 re del nero · g1 torre del nero | f8 torre del bianco · b6 pedone del nero · b5 donna del bianco · c5 pedone del nero · e5 pedone del nero · h5 alfiere del bianco · b4 donna del nero · c4 pedone del nero · h4 re del bianco · c3 alfiere del bianco · c2 torre del bianco · d2 pedone del nero · g2 pedone del bianco · h2 cavallo del bianco · b1 torre del nero · e1 re del nero · g1 torre del nero | 4 |
| 3 | f8 torre del bianco · b6 pedone del nero · b5 donna del bianco · c5 pedone del nero · e5 pedone del nero · h5 alfiere del bianco · b4 donna del nero · c4 pedone del nero · h4 re del bianco · c3 alfiere del bianco · c2 torre del bianco · d2 pedone del nero · g2 pedone del bianco · h2 cavallo del bianco · b1 torre del nero · e1 re del nero · g1 torre del nero | f8 torre del bianco · b6 pedone del nero · b5 donna del bianco · c5 pedone del nero · e5 pedone del nero · h5 alfiere del bianco · b4 donna del nero · c4 pedone del nero · h4 re del bianco · c3 alfiere del bianco · c2 torre del bianco · d2 pedone del nero · g2 pedone del bianco · h2 cavallo del bianco · b1 torre del nero · e1 re del nero · g1 torre del nero | f8 torre del bianco · b6 pedone del nero · b5 donna del bianco · c5 pedone del nero · e5 pedone del nero · h5 alfiere del bianco · b4 donna del nero · c4 pedone del nero · h4 re del bianco · c3 alfiere del bianco · c2 torre del bianco · d2 pedone del nero · g2 pedone del bianco · h2 cavallo del bianco · b1 torre del nero · e1 re del nero · g1 torre del nero | f8 torre del bianco · b6 pedone del nero · b5 donna del bianco · c5 pedone del nero · e5 pedone del nero · h5 alfiere del bianco · b4 donna del nero · c4 pedone del nero · h4 re del bianco · c3 alfiere del bianco · c2 torre del bianco · d2 pedone del nero · g2 pedone del bianco · h2 cavallo del bianco · b1 torre del nero · e1 re del nero · g1 torre del nero | f8 torre del bianco · b6 pedone del nero · b5 donna del bianco · c5 pedone del nero · e5 pedone del nero · h5 alfiere del bianco · b4 donna del nero · c4 pedone del nero · h4 re del bianco · c3 alfiere del bianco · c2 torre del bianco · d2 pedone del nero · g2 pedone del bianco · h2 cavallo del bianco · b1 torre del nero · e1 re del nero · g1 torre del nero | f8 torre del bianco · b6 pedone del nero · b5 donna del bianco · c5 pedone del nero · e5 pedone del nero · h5 alfiere del bianco · b4 donna del nero · c4 pedone del nero · h4 re del bianco · c3 alfiere del bianco · c2 torre del bianco · d2 pedone del nero · g2 pedone del bianco · h2 cavallo del bianco · b1 torre del nero · e1 re del nero · g1 torre del nero | f8 torre del bianco · b6 pedone del nero · b5 donna del bianco · c5 pedone del nero · e5 pedone del nero · h5 alfiere del bianco · b4 donna del nero · c4 pedone del nero · h4 re del bianco · c3 alfiere del bianco · c2 torre del bianco · d2 pedone del nero · g2 pedone del bianco · h2 cavallo del bianco · b1 torre del nero · e1 re del nero · g1 torre del nero | f8 torre del bianco · b6 pedone del nero · b5 donna del bianco · c5 pedone del nero · e5 pedone del nero · h5 alfiere del bianco · b4 donna del nero · c4 pedone del nero · h4 re del bianco · c3 alfiere del bianco · c2 torre del bianco · d2 pedone del nero · g2 pedone del bianco · h2 cavallo del bianco · b1 torre del nero · e1 re del nero · g1 torre del nero | 3 |
| 2 | f8 torre del bianco · b6 pedone del nero · b5 donna del bianco · c5 pedone del nero · e5 pedone del nero · h5 alfiere del bianco · b4 donna del nero · c4 pedone del nero · h4 re del bianco · c3 alfiere del bianco · c2 torre del bianco · d2 pedone del nero · g2 pedone del bianco · h2 cavallo del bianco · b1 torre del nero · e1 re del nero · g1 torre del nero | f8 torre del bianco · b6 pedone del nero · b5 donna del bianco · c5 pedone del nero · e5 pedone del nero · h5 alfiere del bianco · b4 donna del nero · c4 pedone del nero · h4 re del bianco · c3 alfiere del bianco · c2 torre del bianco · d2 pedone del nero · g2 pedone del bianco · h2 cavallo del bianco · b1 torre del nero · e1 re del nero · g1 torre del nero | f8 torre del bianco · b6 pedone del nero · b5 donna del bianco · c5 pedone del nero · e5 pedone del nero · h5 alfiere del bianco · b4 donna del nero · c4 pedone del nero · h4 re del bianco · c3 alfiere del bianco · c2 torre del bianco · d2 pedone del nero · g2 pedone del bianco · h2 cavallo del bianco · b1 torre del nero · e1 re del nero · g1 torre del nero | f8 torre del bianco · b6 pedone del nero · b5 donna del bianco · c5 pedone del nero · e5 pedone del nero · h5 alfiere del bianco · b4 donna del nero · c4 pedone del nero · h4 re del bianco · c3 alfiere del bianco · c2 torre del bianco · d2 pedone del nero · g2 pedone del bianco · h2 cavallo del bianco · b1 torre del nero · e1 re del nero · g1 torre del nero | f8 torre del bianco · b6 pedone del nero · b5 donna del bianco · c5 pedone del nero · e5 pedone del nero · h5 alfiere del bianco · b4 donna del nero · c4 pedone del nero · h4 re del bianco · c3 alfiere del bianco · c2 torre del bianco · d2 pedone del nero · g2 pedone del bianco · h2 cavallo del bianco · b1 torre del nero · e1 re del nero · g1 torre del nero | f8 torre del bianco · b6 pedone del nero · b5 donna del bianco · c5 pedone del nero · e5 pedone del nero · h5 alfiere del bianco · b4 donna del nero · c4 pedone del nero · h4 re del bianco · c3 alfiere del bianco · c2 torre del bianco · d2 pedone del nero · g2 pedone del bianco · h2 cavallo del bianco · b1 torre del nero · e1 re del nero · g1 torre del nero | f8 torre del bianco · b6 pedone del nero · b5 donna del bianco · c5 pedone del nero · e5 pedone del nero · h5 alfiere del bianco · b4 donna del nero · c4 pedone del nero · h4 re del bianco · c3 alfiere del bianco · c2 torre del bianco · d2 pedone del nero · g2 pedone del bianco · h2 cavallo del bianco · b1 torre del nero · e1 re del nero · g1 torre del nero | f8 torre del bianco · b6 pedone del nero · b5 donna del bianco · c5 pedone del nero · e5 pedone del nero · h5 alfiere del bianco · b4 donna del nero · c4 pedone del nero · h4 re del bianco · c3 alfiere del bianco · c2 torre del bianco · d2 pedone del nero · g2 pedone del bianco · h2 cavallo del bianco · b1 torre del nero · e1 re del nero · g1 torre del nero | 2 |
| 1 | f8 torre del bianco · b6 pedone del nero · b5 donna del bianco · c5 pedone del nero · e5 pedone del nero · h5 alfiere del bianco · b4 donna del nero · c4 pedone del nero · h4 re del bianco · c3 alfiere del bianco · c2 torre del bianco · d2 pedone del nero · g2 pedone del bianco · h2 cavallo del bianco · b1 torre del nero · e1 re del nero · g1 torre del nero | f8 torre del bianco · b6 pedone del nero · b5 donna del bianco · c5 pedone del nero · e5 pedone del nero · h5 alfiere del bianco · b4 donna del nero · c4 pedone del nero · h4 re del bianco · c3 alfiere del bianco · c2 torre del bianco · d2 pedone del nero · g2 pedone del bianco · h2 cavallo del bianco · b1 torre del nero · e1 re del nero · g1 torre del nero | f8 torre del bianco · b6 pedone del nero · b5 donna del bianco · c5 pedone del nero · e5 pedone del nero · h5 alfiere del bianco · b4 donna del nero · c4 pedone del nero · h4 re del bianco · c3 alfiere del bianco · c2 torre del bianco · d2 pedone del nero · g2 pedone del bianco · h2 cavallo del bianco · b1 torre del nero · e1 re del nero · g1 torre del nero | f8 torre del bianco · b6 pedone del nero · b5 donna del bianco · c5 pedone del nero · e5 pedone del nero · h5 alfiere del bianco · b4 donna del nero · c4 pedone del nero · h4 re del bianco · c3 alfiere del bianco · c2 torre del bianco · d2 pedone del nero · g2 pedone del bianco · h2 cavallo del bianco · b1 torre del nero · e1 re del nero · g1 torre del nero | f8 torre del bianco · b6 pedone del nero · b5 donna del bianco · c5 pedone del nero · e5 pedone del nero · h5 alfiere del bianco · b4 donna del nero · c4 pedone del nero · h4 re del bianco · c3 alfiere del bianco · c2 torre del bianco · d2 pedone del nero · g2 pedone del bianco · h2 cavallo del bianco · b1 torre del nero · e1 re del nero · g1 torre del nero | f8 torre del bianco · b6 pedone del nero · b5 donna del bianco · c5 pedone del nero · e5 pedone del nero · h5 alfiere del bianco · b4 donna del nero · c4 pedone del nero · h4 re del bianco · c3 alfiere del bianco · c2 torre del bianco · d2 pedone del nero · g2 pedone del bianco · h2 cavallo del bianco · b1 torre del nero · e1 re del nero · g1 torre del nero | f8 torre del bianco · b6 pedone del nero · b5 donna del bianco · c5 pedone del nero · e5 pedone del nero · h5 alfiere del bianco · b4 donna del nero · c4 pedone del nero · h4 re del bianco · c3 alfiere del bianco · c2 torre del bianco · d2 pedone del nero · g2 pedone del bianco · h2 cavallo del bianco · b1 torre del nero · e1 re del nero · g1 torre del nero | f8 torre del bianco · b6 pedone del nero · b5 donna del bianco · c5 pedone del nero · e5 pedone del nero · h5 alfiere del bianco · b4 donna del nero · c4 pedone del nero · h4 re del bianco · c3 alfiere del bianco · c2 torre del bianco · d2 pedone del nero · g2 pedone del bianco · h2 cavallo del bianco · b1 torre del nero · e1 re del nero · g1 torre del nero | 1 |
|   | a | b | c | d | e | f | g | h |   |

Soluzione:
Tentativi: 1. Dxb4?  ...Td1! 
 
1. Dc6?  ...Dxc3!
1. Ad4 !  (2. Af2#)

1. ...Txg2/Tf1  2. Tf1# 

1. ...exd4  2. De8# 

1. ...cxd4  2. Dxe5# 

1. ...c3   2. De2# 

|   | a | b | c | d | e | f | g | h |   |
| 8 | e8 alfiere del bianco · g8 re del bianco · b7 pedone del nero · e7 alfiere del bianco · f7 torre del bianco · g7 pedone del nero · c6 pedone del bianco · d6 pedone del bianco · e6 re del nero · g6 pedone del nero · b5 pedone del nero · d4 pedone del bianco · b3 pedone del nero · d3 donna del nero · e3 pedone del bianco · f3 pedone del bianco · b2 pedone del bianco · f2 pedone del bianco · a1 donna del bianco | e8 alfiere del bianco · g8 re del bianco · b7 pedone del nero · e7 alfiere del bianco · f7 torre del bianco · g7 pedone del nero · c6 pedone del bianco · d6 pedone del bianco · e6 re del nero · g6 pedone del nero · b5 pedone del nero · d4 pedone del bianco · b3 pedone del nero · d3 donna del nero · e3 pedone del bianco · f3 pedone del bianco · b2 pedone del bianco · f2 pedone del bianco · a1 donna del bianco | e8 alfiere del bianco · g8 re del bianco · b7 pedone del nero · e7 alfiere del bianco · f7 torre del bianco · g7 pedone del nero · c6 pedone del bianco · d6 pedone del bianco · e6 re del nero · g6 pedone del nero · b5 pedone del nero · d4 pedone del bianco · b3 pedone del nero · d3 donna del nero · e3 pedone del bianco · f3 pedone del bianco · b2 pedone del bianco · f2 pedone del bianco · a1 donna del bianco | e8 alfiere del bianco · g8 re del bianco · b7 pedone del nero · e7 alfiere del bianco · f7 torre del bianco · g7 pedone del nero · c6 pedone del bianco · d6 pedone del bianco · e6 re del nero · g6 pedone del nero · b5 pedone del nero · d4 pedone del bianco · b3 pedone del nero · d3 donna del nero · e3 pedone del bianco · f3 pedone del bianco · b2 pedone del bianco · f2 pedone del bianco · a1 donna del bianco | e8 alfiere del bianco · g8 re del bianco · b7 pedone del nero · e7 alfiere del bianco · f7 torre del bianco · g7 pedone del nero · c6 pedone del bianco · d6 pedone del bianco · e6 re del nero · g6 pedone del nero · b5 pedone del nero · d4 pedone del bianco · b3 pedone del nero · d3 donna del nero · e3 pedone del bianco · f3 pedone del bianco · b2 pedone del bianco · f2 pedone del bianco · a1 donna del bianco | e8 alfiere del bianco · g8 re del bianco · b7 pedone del nero · e7 alfiere del bianco · f7 torre del bianco · g7 pedone del nero · c6 pedone del bianco · d6 pedone del bianco · e6 re del nero · g6 pedone del nero · b5 pedone del nero · d4 pedone del bianco · b3 pedone del nero · d3 donna del nero · e3 pedone del bianco · f3 pedone del bianco · b2 pedone del bianco · f2 pedone del bianco · a1 donna del bianco | e8 alfiere del bianco · g8 re del bianco · b7 pedone del nero · e7 alfiere del bianco · f7 torre del bianco · g7 pedone del nero · c6 pedone del bianco · d6 pedone del bianco · e6 re del nero · g6 pedone del nero · b5 pedone del nero · d4 pedone del bianco · b3 pedone del nero · d3 donna del nero · e3 pedone del bianco · f3 pedone del bianco · b2 pedone del bianco · f2 pedone del bianco · a1 donna del bianco | e8 alfiere del bianco · g8 re del bianco · b7 pedone del nero · e7 alfiere del bianco · f7 torre del bianco · g7 pedone del nero · c6 pedone del bianco · d6 pedone del bianco · e6 re del nero · g6 pedone del nero · b5 pedone del nero · d4 pedone del bianco · b3 pedone del nero · d3 donna del nero · e3 pedone del bianco · f3 pedone del bianco · b2 pedone del bianco · f2 pedone del bianco · a1 donna del bianco | 8 |
| 7 | e8 alfiere del bianco · g8 re del bianco · b7 pedone del nero · e7 alfiere del bianco · f7 torre del bianco · g7 pedone del nero · c6 pedone del bianco · d6 pedone del bianco · e6 re del nero · g6 pedone del nero · b5 pedone del nero · d4 pedone del bianco · b3 pedone del nero · d3 donna del nero · e3 pedone del bianco · f3 pedone del bianco · b2 pedone del bianco · f2 pedone del bianco · a1 donna del bianco | e8 alfiere del bianco · g8 re del bianco · b7 pedone del nero · e7 alfiere del bianco · f7 torre del bianco · g7 pedone del nero · c6 pedone del bianco · d6 pedone del bianco · e6 re del nero · g6 pedone del nero · b5 pedone del nero · d4 pedone del bianco · b3 pedone del nero · d3 donna del nero · e3 pedone del bianco · f3 pedone del bianco · b2 pedone del bianco · f2 pedone del bianco · a1 donna del bianco | e8 alfiere del bianco · g8 re del bianco · b7 pedone del nero · e7 alfiere del bianco · f7 torre del bianco · g7 pedone del nero · c6 pedone del bianco · d6 pedone del bianco · e6 re del nero · g6 pedone del nero · b5 pedone del nero · d4 pedone del bianco · b3 pedone del nero · d3 donna del nero · e3 pedone del bianco · f3 pedone del bianco · b2 pedone del bianco · f2 pedone del bianco · a1 donna del bianco | e8 alfiere del bianco · g8 re del bianco · b7 pedone del nero · e7 alfiere del bianco · f7 torre del bianco · g7 pedone del nero · c6 pedone del bianco · d6 pedone del bianco · e6 re del nero · g6 pedone del nero · b5 pedone del nero · d4 pedone del bianco · b3 pedone del nero · d3 donna del nero · e3 pedone del bianco · f3 pedone del bianco · b2 pedone del bianco · f2 pedone del bianco · a1 donna del bianco | e8 alfiere del bianco · g8 re del bianco · b7 pedone del nero · e7 alfiere del bianco · f7 torre del bianco · g7 pedone del nero · c6 pedone del bianco · d6 pedone del bianco · e6 re del nero · g6 pedone del nero · b5 pedone del nero · d4 pedone del bianco · b3 pedone del nero · d3 donna del nero · e3 pedone del bianco · f3 pedone del bianco · b2 pedone del bianco · f2 pedone del bianco · a1 donna del bianco | e8 alfiere del bianco · g8 re del bianco · b7 pedone del nero · e7 alfiere del bianco · f7 torre del bianco · g7 pedone del nero · c6 pedone del bianco · d6 pedone del bianco · e6 re del nero · g6 pedone del nero · b5 pedone del nero · d4 pedone del bianco · b3 pedone del nero · d3 donna del nero · e3 pedone del bianco · f3 pedone del bianco · b2 pedone del bianco · f2 pedone del bianco · a1 donna del bianco | e8 alfiere del bianco · g8 re del bianco · b7 pedone del nero · e7 alfiere del bianco · f7 torre del bianco · g7 pedone del nero · c6 pedone del bianco · d6 pedone del bianco · e6 re del nero · g6 pedone del nero · b5 pedone del nero · d4 pedone del bianco · b3 pedone del nero · d3 donna del nero · e3 pedone del bianco · f3 pedone del bianco · b2 pedone del bianco · f2 pedone del bianco · a1 donna del bianco | e8 alfiere del bianco · g8 re del bianco · b7 pedone del nero · e7 alfiere del bianco · f7 torre del bianco · g7 pedone del nero · c6 pedone del bianco · d6 pedone del bianco · e6 re del nero · g6 pedone del nero · b5 pedone del nero · d4 pedone del bianco · b3 pedone del nero · d3 donna del nero · e3 pedone del bianco · f3 pedone del bianco · b2 pedone del bianco · f2 pedone del bianco · a1 donna del bianco | 7 |
| 6 | e8 alfiere del bianco · g8 re del bianco · b7 pedone del nero · e7 alfiere del bianco · f7 torre del bianco · g7 pedone del nero · c6 pedone del bianco · d6 pedone del bianco · e6 re del nero · g6 pedone del nero · b5 pedone del nero · d4 pedone del bianco · b3 pedone del nero · d3 donna del nero · e3 pedone del bianco · f3 pedone del bianco · b2 pedone del bianco · f2 pedone del bianco · a1 donna del bianco | e8 alfiere del bianco · g8 re del bianco · b7 pedone del nero · e7 alfiere del bianco · f7 torre del bianco · g7 pedone del nero · c6 pedone del bianco · d6 pedone del bianco · e6 re del nero · g6 pedone del nero · b5 pedone del nero · d4 pedone del bianco · b3 pedone del nero · d3 donna del nero · e3 pedone del bianco · f3 pedone del bianco · b2 pedone del bianco · f2 pedone del bianco · a1 donna del bianco | e8 alfiere del bianco · g8 re del bianco · b7 pedone del nero · e7 alfiere del bianco · f7 torre del bianco · g7 pedone del nero · c6 pedone del bianco · d6 pedone del bianco · e6 re del nero · g6 pedone del nero · b5 pedone del nero · d4 pedone del bianco · b3 pedone del nero · d3 donna del nero · e3 pedone del bianco · f3 pedone del bianco · b2 pedone del bianco · f2 pedone del bianco · a1 donna del bianco | e8 alfiere del bianco · g8 re del bianco · b7 pedone del nero · e7 alfiere del bianco · f7 torre del bianco · g7 pedone del nero · c6 pedone del bianco · d6 pedone del bianco · e6 re del nero · g6 pedone del nero · b5 pedone del nero · d4 pedone del bianco · b3 pedone del nero · d3 donna del nero · e3 pedone del bianco · f3 pedone del bianco · b2 pedone del bianco · f2 pedone del bianco · a1 donna del bianco | e8 alfiere del bianco · g8 re del bianco · b7 pedone del nero · e7 alfiere del bianco · f7 torre del bianco · g7 pedone del nero · c6 pedone del bianco · d6 pedone del bianco · e6 re del nero · g6 pedone del nero · b5 pedone del nero · d4 pedone del bianco · b3 pedone del nero · d3 donna del nero · e3 pedone del bianco · f3 pedone del bianco · b2 pedone del bianco · f2 pedone del bianco · a1 donna del bianco | e8 alfiere del bianco · g8 re del bianco · b7 pedone del nero · e7 alfiere del bianco · f7 torre del bianco · g7 pedone del nero · c6 pedone del bianco · d6 pedone del bianco · e6 re del nero · g6 pedone del nero · b5 pedone del nero · d4 pedone del bianco · b3 pedone del nero · d3 donna del nero · e3 pedone del bianco · f3 pedone del bianco · b2 pedone del bianco · f2 pedone del bianco · a1 donna del bianco | e8 alfiere del bianco · g8 re del bianco · b7 pedone del nero · e7 alfiere del bianco · f7 torre del bianco · g7 pedone del nero · c6 pedone del bianco · d6 pedone del bianco · e6 re del nero · g6 pedone del nero · b5 pedone del nero · d4 pedone del bianco · b3 pedone del nero · d3 donna del nero · e3 pedone del bianco · f3 pedone del bianco · b2 pedone del bianco · f2 pedone del bianco · a1 donna del bianco | e8 alfiere del bianco · g8 re del bianco · b7 pedone del nero · e7 alfiere del bianco · f7 torre del bianco · g7 pedone del nero · c6 pedone del bianco · d6 pedone del bianco · e6 re del nero · g6 pedone del nero · b5 pedone del nero · d4 pedone del bianco · b3 pedone del nero · d3 donna del nero · e3 pedone del bianco · f3 pedone del bianco · b2 pedone del bianco · f2 pedone del bianco · a1 donna del bianco | 6 |
| 5 | e8 alfiere del bianco · g8 re del bianco · b7 pedone del nero · e7 alfiere del bianco · f7 torre del bianco · g7 pedone del nero · c6 pedone del bianco · d6 pedone del bianco · e6 re del nero · g6 pedone del nero · b5 pedone del nero · d4 pedone del bianco · b3 pedone del nero · d3 donna del nero · e3 pedone del bianco · f3 pedone del bianco · b2 pedone del bianco · f2 pedone del bianco · a1 donna del bianco | e8 alfiere del bianco · g8 re del bianco · b7 pedone del nero · e7 alfiere del bianco · f7 torre del bianco · g7 pedone del nero · c6 pedone del bianco · d6 pedone del bianco · e6 re del nero · g6 pedone del nero · b5 pedone del nero · d4 pedone del bianco · b3 pedone del nero · d3 donna del nero · e3 pedone del bianco · f3 pedone del bianco · b2 pedone del bianco · f2 pedone del bianco · a1 donna del bianco | e8 alfiere del bianco · g8 re del bianco · b7 pedone del nero · e7 alfiere del bianco · f7 torre del bianco · g7 pedone del nero · c6 pedone del bianco · d6 pedone del bianco · e6 re del nero · g6 pedone del nero · b5 pedone del nero · d4 pedone del bianco · b3 pedone del nero · d3 donna del nero · e3 pedone del bianco · f3 pedone del bianco · b2 pedone del bianco · f2 pedone del bianco · a1 donna del bianco | e8 alfiere del bianco · g8 re del bianco · b7 pedone del nero · e7 alfiere del bianco · f7 torre del bianco · g7 pedone del nero · c6 pedone del bianco · d6 pedone del bianco · e6 re del nero · g6 pedone del nero · b5 pedone del nero · d4 pedone del bianco · b3 pedone del nero · d3 donna del nero · e3 pedone del bianco · f3 pedone del bianco · b2 pedone del bianco · f2 pedone del bianco · a1 donna del bianco | e8 alfiere del bianco · g8 re del bianco · b7 pedone del nero · e7 alfiere del bianco · f7 torre del bianco · g7 pedone del nero · c6 pedone del bianco · d6 pedone del bianco · e6 re del nero · g6 pedone del nero · b5 pedone del nero · d4 pedone del bianco · b3 pedone del nero · d3 donna del nero · e3 pedone del bianco · f3 pedone del bianco · b2 pedone del bianco · f2 pedone del bianco · a1 donna del bianco | e8 alfiere del bianco · g8 re del bianco · b7 pedone del nero · e7 alfiere del bianco · f7 torre del bianco · g7 pedone del nero · c6 pedone del bianco · d6 pedone del bianco · e6 re del nero · g6 pedone del nero · b5 pedone del nero · d4 pedone del bianco · b3 pedone del nero · d3 donna del nero · e3 pedone del bianco · f3 pedone del bianco · b2 pedone del bianco · f2 pedone del bianco · a1 donna del bianco | e8 alfiere del bianco · g8 re del bianco · b7 pedone del nero · e7 alfiere del bianco · f7 torre del bianco · g7 pedone del nero · c6 pedone del bianco · d6 pedone del bianco · e6 re del nero · g6 pedone del nero · b5 pedone del nero · d4 pedone del bianco · b3 pedone del nero · d3 donna del nero · e3 pedone del bianco · f3 pedone del bianco · b2 pedone del bianco · f2 pedone del bianco · a1 donna del bianco | e8 alfiere del bianco · g8 re del bianco · b7 pedone del nero · e7 alfiere del bianco · f7 torre del bianco · g7 pedone del nero · c6 pedone del bianco · d6 pedone del bianco · e6 re del nero · g6 pedone del nero · b5 pedone del nero · d4 pedone del bianco · b3 pedone del nero · d3 donna del nero · e3 pedone del bianco · f3 pedone del bianco · b2 pedone del bianco · f2 pedone del bianco · a1 donna del bianco | 5 |
| 4 | e8 alfiere del bianco · g8 re del bianco · b7 pedone del nero · e7 alfiere del bianco · f7 torre del bianco · g7 pedone del nero · c6 pedone del bianco · d6 pedone del bianco · e6 re del nero · g6 pedone del nero · b5 pedone del nero · d4 pedone del bianco · b3 pedone del nero · d3 donna del nero · e3 pedone del bianco · f3 pedone del bianco · b2 pedone del bianco · f2 pedone del bianco · a1 donna del bianco | e8 alfiere del bianco · g8 re del bianco · b7 pedone del nero · e7 alfiere del bianco · f7 torre del bianco · g7 pedone del nero · c6 pedone del bianco · d6 pedone del bianco · e6 re del nero · g6 pedone del nero · b5 pedone del nero · d4 pedone del bianco · b3 pedone del nero · d3 donna del nero · e3 pedone del bianco · f3 pedone del bianco · b2 pedone del bianco · f2 pedone del bianco · a1 donna del bianco | e8 alfiere del bianco · g8 re del bianco · b7 pedone del nero · e7 alfiere del bianco · f7 torre del bianco · g7 pedone del nero · c6 pedone del bianco · d6 pedone del bianco · e6 re del nero · g6 pedone del nero · b5 pedone del nero · d4 pedone del bianco · b3 pedone del nero · d3 donna del nero · e3 pedone del bianco · f3 pedone del bianco · b2 pedone del bianco · f2 pedone del bianco · a1 donna del bianco | e8 alfiere del bianco · g8 re del bianco · b7 pedone del nero · e7 alfiere del bianco · f7 torre del bianco · g7 pedone del nero · c6 pedone del bianco · d6 pedone del bianco · e6 re del nero · g6 pedone del nero · b5 pedone del nero · d4 pedone del bianco · b3 pedone del nero · d3 donna del nero · e3 pedone del bianco · f3 pedone del bianco · b2 pedone del bianco · f2 pedone del bianco · a1 donna del bianco | e8 alfiere del bianco · g8 re del bianco · b7 pedone del nero · e7 alfiere del bianco · f7 torre del bianco · g7 pedone del nero · c6 pedone del bianco · d6 pedone del bianco · e6 re del nero · g6 pedone del nero · b5 pedone del nero · d4 pedone del bianco · b3 pedone del nero · d3 donna del nero · e3 pedone del bianco · f3 pedone del bianco · b2 pedone del bianco · f2 pedone del bianco · a1 donna del bianco | e8 alfiere del bianco · g8 re del bianco · b7 pedone del nero · e7 alfiere del bianco · f7 torre del bianco · g7 pedone del nero · c6 pedone del bianco · d6 pedone del bianco · e6 re del nero · g6 pedone del nero · b5 pedone del nero · d4 pedone del bianco · b3 pedone del nero · d3 donna del nero · e3 pedone del bianco · f3 pedone del bianco · b2 pedone del bianco · f2 pedone del bianco · a1 donna del bianco | e8 alfiere del bianco · g8 re del bianco · b7 pedone del nero · e7 alfiere del bianco · f7 torre del bianco · g7 pedone del nero · c6 pedone del bianco · d6 pedone del bianco · e6 re del nero · g6 pedone del nero · b5 pedone del nero · d4 pedone del bianco · b3 pedone del nero · d3 donna del nero · e3 pedone del bianco · f3 pedone del bianco · b2 pedone del bianco · f2 pedone del bianco · a1 donna del bianco | e8 alfiere del bianco · g8 re del bianco · b7 pedone del nero · e7 alfiere del bianco · f7 torre del bianco · g7 pedone del nero · c6 pedone del bianco · d6 pedone del bianco · e6 re del nero · g6 pedone del nero · b5 pedone del nero · d4 pedone del bianco · b3 pedone del nero · d3 donna del nero · e3 pedone del bianco · f3 pedone del bianco · b2 pedone del bianco · f2 pedone del bianco · a1 donna del bianco | 4 |
| 3 | e8 alfiere del bianco · g8 re del bianco · b7 pedone del nero · e7 alfiere del bianco · f7 torre del bianco · g7 pedone del nero · c6 pedone del bianco · d6 pedone del bianco · e6 re del nero · g6 pedone del nero · b5 pedone del nero · d4 pedone del bianco · b3 pedone del nero · d3 donna del nero · e3 pedone del bianco · f3 pedone del bianco · b2 pedone del bianco · f2 pedone del bianco · a1 donna del bianco | e8 alfiere del bianco · g8 re del bianco · b7 pedone del nero · e7 alfiere del bianco · f7 torre del bianco · g7 pedone del nero · c6 pedone del bianco · d6 pedone del bianco · e6 re del nero · g6 pedone del nero · b5 pedone del nero · d4 pedone del bianco · b3 pedone del nero · d3 donna del nero · e3 pedone del bianco · f3 pedone del bianco · b2 pedone del bianco · f2 pedone del bianco · a1 donna del bianco | e8 alfiere del bianco · g8 re del bianco · b7 pedone del nero · e7 alfiere del bianco · f7 torre del bianco · g7 pedone del nero · c6 pedone del bianco · d6 pedone del bianco · e6 re del nero · g6 pedone del nero · b5 pedone del nero · d4 pedone del bianco · b3 pedone del nero · d3 donna del nero · e3 pedone del bianco · f3 pedone del bianco · b2 pedone del bianco · f2 pedone del bianco · a1 donna del bianco | e8 alfiere del bianco · g8 re del bianco · b7 pedone del nero · e7 alfiere del bianco · f7 torre del bianco · g7 pedone del nero · c6 pedone del bianco · d6 pedone del bianco · e6 re del nero · g6 pedone del nero · b5 pedone del nero · d4 pedone del bianco · b3 pedone del nero · d3 donna del nero · e3 pedone del bianco · f3 pedone del bianco · b2 pedone del bianco · f2 pedone del bianco · a1 donna del bianco | e8 alfiere del bianco · g8 re del bianco · b7 pedone del nero · e7 alfiere del bianco · f7 torre del bianco · g7 pedone del nero · c6 pedone del bianco · d6 pedone del bianco · e6 re del nero · g6 pedone del nero · b5 pedone del nero · d4 pedone del bianco · b3 pedone del nero · d3 donna del nero · e3 pedone del bianco · f3 pedone del bianco · b2 pedone del bianco · f2 pedone del bianco · a1 donna del bianco | e8 alfiere del bianco · g8 re del bianco · b7 pedone del nero · e7 alfiere del bianco · f7 torre del bianco · g7 pedone del nero · c6 pedone del bianco · d6 pedone del bianco · e6 re del nero · g6 pedone del nero · b5 pedone del nero · d4 pedone del bianco · b3 pedone del nero · d3 donna del nero · e3 pedone del bianco · f3 pedone del bianco · b2 pedone del bianco · f2 pedone del bianco · a1 donna del bianco | e8 alfiere del bianco · g8 re del bianco · b7 pedone del nero · e7 alfiere del bianco · f7 torre del bianco · g7 pedone del nero · c6 pedone del bianco · d6 pedone del bianco · e6 re del nero · g6 pedone del nero · b5 pedone del nero · d4 pedone del bianco · b3 pedone del nero · d3 donna del nero · e3 pedone del bianco · f3 pedone del bianco · b2 pedone del bianco · f2 pedone del bianco · a1 donna del bianco | e8 alfiere del bianco · g8 re del bianco · b7 pedone del nero · e7 alfiere del bianco · f7 torre del bianco · g7 pedone del nero · c6 pedone del bianco · d6 pedone del bianco · e6 re del nero · g6 pedone del nero · b5 pedone del nero · d4 pedone del bianco · b3 pedone del nero · d3 donna del nero · e3 pedone del bianco · f3 pedone del bianco · b2 pedone del bianco · f2 pedone del bianco · a1 donna del bianco | 3 |
| 2 | e8 alfiere del bianco · g8 re del bianco · b7 pedone del nero · e7 alfiere del bianco · f7 torre del bianco · g7 pedone del nero · c6 pedone del bianco · d6 pedone del bianco · e6 re del nero · g6 pedone del nero · b5 pedone del nero · d4 pedone del bianco · b3 pedone del nero · d3 donna del nero · e3 pedone del bianco · f3 pedone del bianco · b2 pedone del bianco · f2 pedone del bianco · a1 donna del bianco | e8 alfiere del bianco · g8 re del bianco · b7 pedone del nero · e7 alfiere del bianco · f7 torre del bianco · g7 pedone del nero · c6 pedone del bianco · d6 pedone del bianco · e6 re del nero · g6 pedone del nero · b5 pedone del nero · d4 pedone del bianco · b3 pedone del nero · d3 donna del nero · e3 pedone del bianco · f3 pedone del bianco · b2 pedone del bianco · f2 pedone del bianco · a1 donna del bianco | e8 alfiere del bianco · g8 re del bianco · b7 pedone del nero · e7 alfiere del bianco · f7 torre del bianco · g7 pedone del nero · c6 pedone del bianco · d6 pedone del bianco · e6 re del nero · g6 pedone del nero · b5 pedone del nero · d4 pedone del bianco · b3 pedone del nero · d3 donna del nero · e3 pedone del bianco · f3 pedone del bianco · b2 pedone del bianco · f2 pedone del bianco · a1 donna del bianco | e8 alfiere del bianco · g8 re del bianco · b7 pedone del nero · e7 alfiere del bianco · f7 torre del bianco · g7 pedone del nero · c6 pedone del bianco · d6 pedone del bianco · e6 re del nero · g6 pedone del nero · b5 pedone del nero · d4 pedone del bianco · b3 pedone del nero · d3 donna del nero · e3 pedone del bianco · f3 pedone del bianco · b2 pedone del bianco · f2 pedone del bianco · a1 donna del bianco | e8 alfiere del bianco · g8 re del bianco · b7 pedone del nero · e7 alfiere del bianco · f7 torre del bianco · g7 pedone del nero · c6 pedone del bianco · d6 pedone del bianco · e6 re del nero · g6 pedone del nero · b5 pedone del nero · d4 pedone del bianco · b3 pedone del nero · d3 donna del nero · e3 pedone del bianco · f3 pedone del bianco · b2 pedone del bianco · f2 pedone del bianco · a1 donna del bianco | e8 alfiere del bianco · g8 re del bianco · b7 pedone del nero · e7 alfiere del bianco · f7 torre del bianco · g7 pedone del nero · c6 pedone del bianco · d6 pedone del bianco · e6 re del nero · g6 pedone del nero · b5 pedone del nero · d4 pedone del bianco · b3 pedone del nero · d3 donna del nero · e3 pedone del bianco · f3 pedone del bianco · b2 pedone del bianco · f2 pedone del bianco · a1 donna del bianco | e8 alfiere del bianco · g8 re del bianco · b7 pedone del nero · e7 alfiere del bianco · f7 torre del bianco · g7 pedone del nero · c6 pedone del bianco · d6 pedone del bianco · e6 re del nero · g6 pedone del nero · b5 pedone del nero · d4 pedone del bianco · b3 pedone del nero · d3 donna del nero · e3 pedone del bianco · f3 pedone del bianco · b2 pedone del bianco · f2 pedone del bianco · a1 donna del bianco | e8 alfiere del bianco · g8 re del bianco · b7 pedone del nero · e7 alfiere del bianco · f7 torre del bianco · g7 pedone del nero · c6 pedone del bianco · d6 pedone del bianco · e6 re del nero · g6 pedone del nero · b5 pedone del nero · d4 pedone del bianco · b3 pedone del nero · d3 donna del nero · e3 pedone del bianco · f3 pedone del bianco · b2 pedone del bianco · f2 pedone del bianco · a1 donna del bianco | 2 |
| 1 | e8 alfiere del bianco · g8 re del bianco · b7 pedone del nero · e7 alfiere del bianco · f7 torre del bianco · g7 pedone del nero · c6 pedone del bianco · d6 pedone del bianco · e6 re del nero · g6 pedone del nero · b5 pedone del nero · d4 pedone del bianco · b3 pedone del nero · d3 donna del nero · e3 pedone del bianco · f3 pedone del bianco · b2 pedone del bianco · f2 pedone del bianco · a1 donna del bianco | e8 alfiere del bianco · g8 re del bianco · b7 pedone del nero · e7 alfiere del bianco · f7 torre del bianco · g7 pedone del nero · c6 pedone del bianco · d6 pedone del bianco · e6 re del nero · g6 pedone del nero · b5 pedone del nero · d4 pedone del bianco · b3 pedone del nero · d3 donna del nero · e3 pedone del bianco · f3 pedone del bianco · b2 pedone del bianco · f2 pedone del bianco · a1 donna del bianco | e8 alfiere del bianco · g8 re del bianco · b7 pedone del nero · e7 alfiere del bianco · f7 torre del bianco · g7 pedone del nero · c6 pedone del bianco · d6 pedone del bianco · e6 re del nero · g6 pedone del nero · b5 pedone del nero · d4 pedone del bianco · b3 pedone del nero · d3 donna del nero · e3 pedone del bianco · f3 pedone del bianco · b2 pedone del bianco · f2 pedone del bianco · a1 donna del bianco | e8 alfiere del bianco · g8 re del bianco · b7 pedone del nero · e7 alfiere del bianco · f7 torre del bianco · g7 pedone del nero · c6 pedone del bianco · d6 pedone del bianco · e6 re del nero · g6 pedone del nero · b5 pedone del nero · d4 pedone del bianco · b3 pedone del nero · d3 donna del nero · e3 pedone del bianco · f3 pedone del bianco · b2 pedone del bianco · f2 pedone del bianco · a1 donna del bianco | e8 alfiere del bianco · g8 re del bianco · b7 pedone del nero · e7 alfiere del bianco · f7 torre del bianco · g7 pedone del nero · c6 pedone del bianco · d6 pedone del bianco · e6 re del nero · g6 pedone del nero · b5 pedone del nero · d4 pedone del bianco · b3 pedone del nero · d3 donna del nero · e3 pedone del bianco · f3 pedone del bianco · b2 pedone del bianco · f2 pedone del bianco · a1 donna del bianco | e8 alfiere del bianco · g8 re del bianco · b7 pedone del nero · e7 alfiere del bianco · f7 torre del bianco · g7 pedone del nero · c6 pedone del bianco · d6 pedone del bianco · e6 re del nero · g6 pedone del nero · b5 pedone del nero · d4 pedone del bianco · b3 pedone del nero · d3 donna del nero · e3 pedone del bianco · f3 pedone del bianco · b2 pedone del bianco · f2 pedone del bianco · a1 donna del bianco | e8 alfiere del bianco · g8 re del bianco · b7 pedone del nero · e7 alfiere del bianco · f7 torre del bianco · g7 pedone del nero · c6 pedone del bianco · d6 pedone del bianco · e6 re del nero · g6 pedone del nero · b5 pedone del nero · d4 pedone del bianco · b3 pedone del nero · d3 donna del nero · e3 pedone del bianco · f3 pedone del bianco · b2 pedone del bianco · f2 pedone del bianco · a1 donna del bianco | e8 alfiere del bianco · g8 re del bianco · b7 pedone del nero · e7 alfiere del bianco · f7 torre del bianco · g7 pedone del nero · c6 pedone del bianco · d6 pedone del bianco · e6 re del nero · g6 pedone del nero · b5 pedone del nero · d4 pedone del bianco · b3 pedone del nero · d3 donna del nero · e3 pedone del bianco · f3 pedone del bianco · b2 pedone del bianco · f2 pedone del bianco · a1 donna del bianco | 1 |
|   | a | b | c | d | e | f | g | h |   |

Soluzione:
1.♕d1 !  (min. 2.♕xd3 e 3.♕e4#)
1. ...♕xd1  2.♖f5 gxf5  3.♗f7# 

 (2. ...bxc6  3.♖e5#) 

 (2. ...♕xd4/♔xf5  3.♗d7#) 
 
1. ...♕c2  2. d5+ ♔e5  3.♕d4# 
 
1. ...♕c4  2.♗d7+ ♔d5  3. e4# 